# Таиап
Таиап (также называемый Гапун, по имени деревни, где на нём говорят) — изолированный язык, на котором говорит меньше ста человек в Восточном Сепике, провинции Папуа — Новой Гвинеи. Язык вымирает, так как многие переходят на пиджин ток-писин.

## История изучения
Первым европейцем, который встретил говорящих на таиапе, был немецкий миссионер в 1938 году. Язык не изучался лингвистами до 1970-х годов из-за недоступности региона. Дональд Лайкок (1973) поместил таиап в сепик-раму языки, хотя его структуры и словарный запас необычен для этой группы языков. Росс (2005) не нашла никаких доказательств связи языка таиап с другими языками Новой Гвинеи. Сейчас таиап считается изолированным языком.

## Фонология
Согласные в языке Таиап:
|               |                  | Губные | Переднеязычные | Дорсальные |
| ------------- | ---------------- | ------ | -------------- | ---------- |
| Носовые       | Носовые          | m      | n              | ŋ          |
| Взрывные      | Глухие           | p      | t              | k          |
| Взрывные      | Преназализованн. | ᵐb     | ⁿd             | ᵑɡ         |
| Аппроксиманты | Аппроксиманты    | w      |                | j          |
| Сибилянты     | Сибилянты        |        | s              |            |
| Дрожащие      | Дрожащие         |        | r              |            |

Гласные в языке Таиап:
|         | Передние | Средние | Задние |
| ------- | -------- | ------- | ------ |
| Верхние | i        | ɨ       | u      |
| Средние | e        |         | o      |
| Нижние  | a        |         |        |

## Местоимения
Местоимения в языке Таиап:
|      |      | Ед.ч. | Мн.ч. |
| ---- | ---- | ----- | ----- |
| 1 л. | 1 л. | ŋa    | jim   |
| 2 л. | 2 л. | ju    | jum   |
| 3 л. | м.р. | ŋɨ    | ᵑɡɨ   |
| 3 л. | ж.р. | ᵑɡu   | ᵑɡɨ   |